# Йоана Бадя
Йоана Бадя (22 березня 1964) — румунська академічна веслувальниця.
Олімпійська чемпіонка 1984 року в складі парної четвірки.